# 交響曲 (グリーグ)
交響曲ハ短調（Symfoni）は、エドヴァルド・グリーグが作曲した唯一の交響曲。生前には未出版に終わった。「作品番号の無い作品カタログ」ではEG.119。

## 概要
1863年から1864年にかけて作曲され、デンマークの作曲家ニルス・ゲーゼの勧めを受けて、コペンハーゲンでこの交響曲を書いた。第1楽章を除く3つの楽章は1864年にコペンハーゲンのコンサート・ホールで演奏され、グリーグ自身も翌1865年に中間の2つの楽章を、また1867年にはクリスチャニア（現オスロ）で第1楽章を除く3つの楽章を指揮した。さらに1865年と1867年にグリーグの故郷ベルゲンで演奏された。しかしグリーグ自身はこの演奏は聴いていなかった。
その後、1869年に中間の2つの楽章を『2つの交響的作品』作品14のタイトルでピアノ連弾用に編曲した。だが、ヨハン・スヴェンセンの民族的要素の濃い「交響曲第1番」（1871年初演）を聞いたグリーグは、自身の交響曲をドイツの影響が色濃いとして、「決して演奏してはならない」とスコアに書き込み、引っ込めてしまう。
死後、未亡人のもとにあった交響曲の自筆譜は、のちにベルゲンの公立図書館のもとに移され、1981年にカルステン・アンデルセン指揮・ベルゲン・フィルハーモニー管弦楽団により蘇演されるまでの間、眠ったまま保管されていた。現在は「グリーグ全集」の中で出版され、公に演奏できるようになっている。
曲の特徴としては、メンデルスゾーンやシュポーア、そしてシューマンの影響を受けていることがこの作品に示されている。
ちなみに、第1楽章は14日間で作曲し、オーケストレーションをしたとグリーグ自身は述べている。

## 楽器編成
フルート2、オーボエ2、クラリネット2、ファゴット2、ホルン2、トランペット2、トロンボーン3（使われるのは後半の2楽章のみ）、ティンパニ、弦五部

## 構成
4楽章構成。演奏時間は約30分。
- 第1楽章　アレグロ・モルト
ハ短調、ソナタ形式。金管による序奏の後にクラリネットによる第1主題、ヴィオラによる第2主題が提示、展開される。
- 第2楽章　アダージョ・エスプレッシーヴォ
変イ長調、ロンド形式。
- 第3楽章　間奏曲（アレグロ・エネルジコ）
ハ短調、複合三部形式。マズルカ風のリズムを持つスケルツォ的楽章。
- 第4楽章　フィナーレ:アレグロ・モルト・ヴィヴァーチェ
ハ長調、ソナタ形式。第2主題は第2楽章の副主題そのものである。